# تشيستر الأول. ريد
تشيستر الأول. ريد هو محامي وصحفي وسياسي أمريكي، ولد في 23 نوفمبر 1823 في تونتون في الولايات المتحدة، وتوفي في 2 سبتمبر 1873 في وايت سولفور سبرينغز في الولايات المتحدة. نشط حزبياً في الحزب الجمهوري. وقد انتخب عضو مجلس ولاية ماساتشوستس ‏ وانتخب عضو مجلس نواب ماساتشوستس ‏.